# Różanystok
Różanystok – wieś w Polsce położona w województwie podlaskim, w powiecie sokólskim, w gminie Dąbrowa Białostocka, dawniej zwana Krzywym Stokiem.
Wieś duchowna położona była w końcu XVIII wieku w powiecie grodzieńskim województwa trockiego. W latach 1975–1998 miejscowość administracyjnie należała do województwa białostockiego.

## Położenie
Wieś położona jest przy drodze wojewódzkiej nr 670 biegnącej z Osowca-Twierdzy przez Suchowolę (DK8), Różanystok do granicy państwa (ok. 13 km) z Białorusią w Chworościanach tzw. Trakt carski.

## Historia
W latach 80. XVI wieku został tutaj założony folwark dworsko-ogrodowy przez spadkobierców kawalkatora Zygmunta Augusta Scipiona del Campo. W połowie XVII wieku Krzywy Stok stał się własnością Szczęsnego Tyszkiewicza (potomka Świdrygiełły), stolnika derpskiego i powiatowego rotmistrza grodzieńskiego pospolitego ruszenia. Szczęsny i jego żona Eufrozyna byli kolatorami w roku 1661 drewnianego kościoła w ich posiadłościach. W 1663 roku do wsi przybyli z Sejn oo. dominikanie i na prośbę rodziny Tyszkiewiczów stali się opiekunami cudownego obrazu. Kult Matki Bożej oraz otrzymywane przez wiernych łaski spowodowały zmianę nazwy miejscowości w roku 1663 z Krzywego Stoku na Różanystok.

## Zabytki
Zespół klasztorny dominikanów i klasztoru prawosławnego:
- Późnobarokowy kościół pw. Ofiarowania NMP, słynący z cudownego obrazu Matki Bożej z Dzieciątkiem na ręku, zbudowany w latach 1759–1785. Obraz został koronowany przez ks. Kardynała Franciszka Macharskiego z Krakowa w dniu 28 czerwca 1981 roku, a współkoronatorem był ks. bp Edward Kisiel z Białegostoku. W dniu 30 sierpnia 1987 roku kościołowi Ofiarowania Najświętszej Maryi Panny nadano tytuł Bazyliki Mniejszej. Wpisany do rejestru zabytków pod nr rej. A-51 z 19.09.1964.

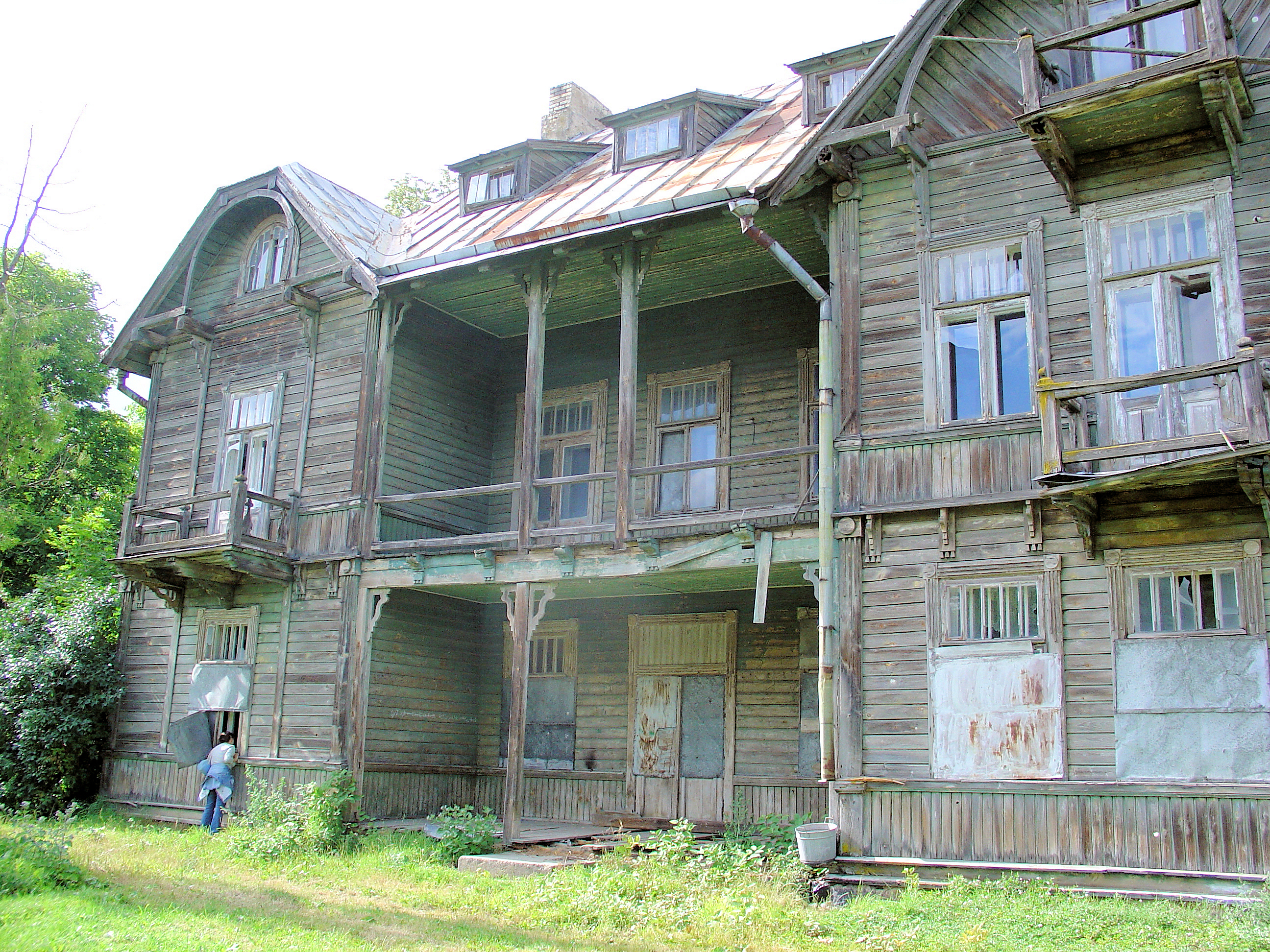
Willa „Zielona Dacza”

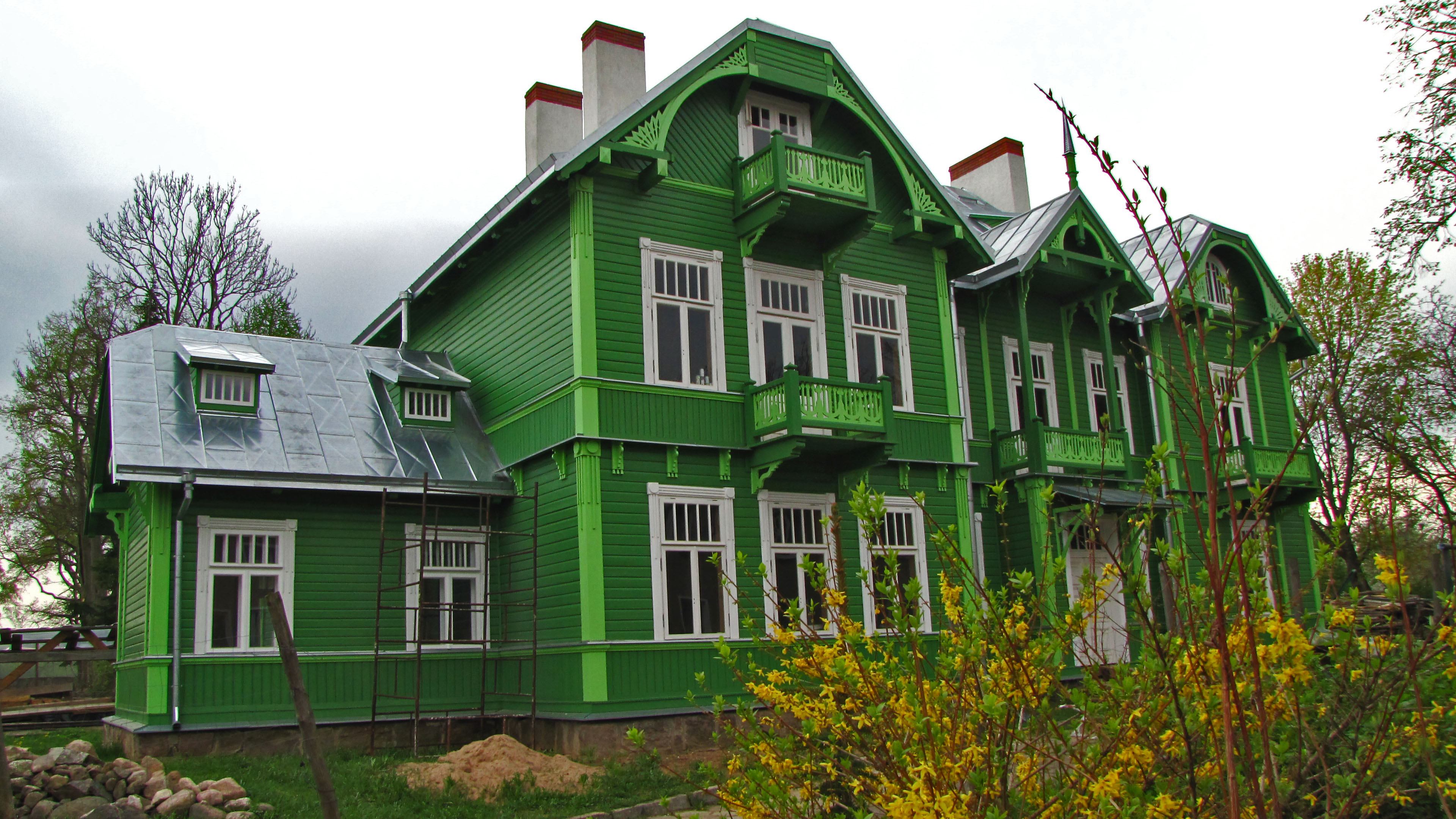
Zielona willa obecnie

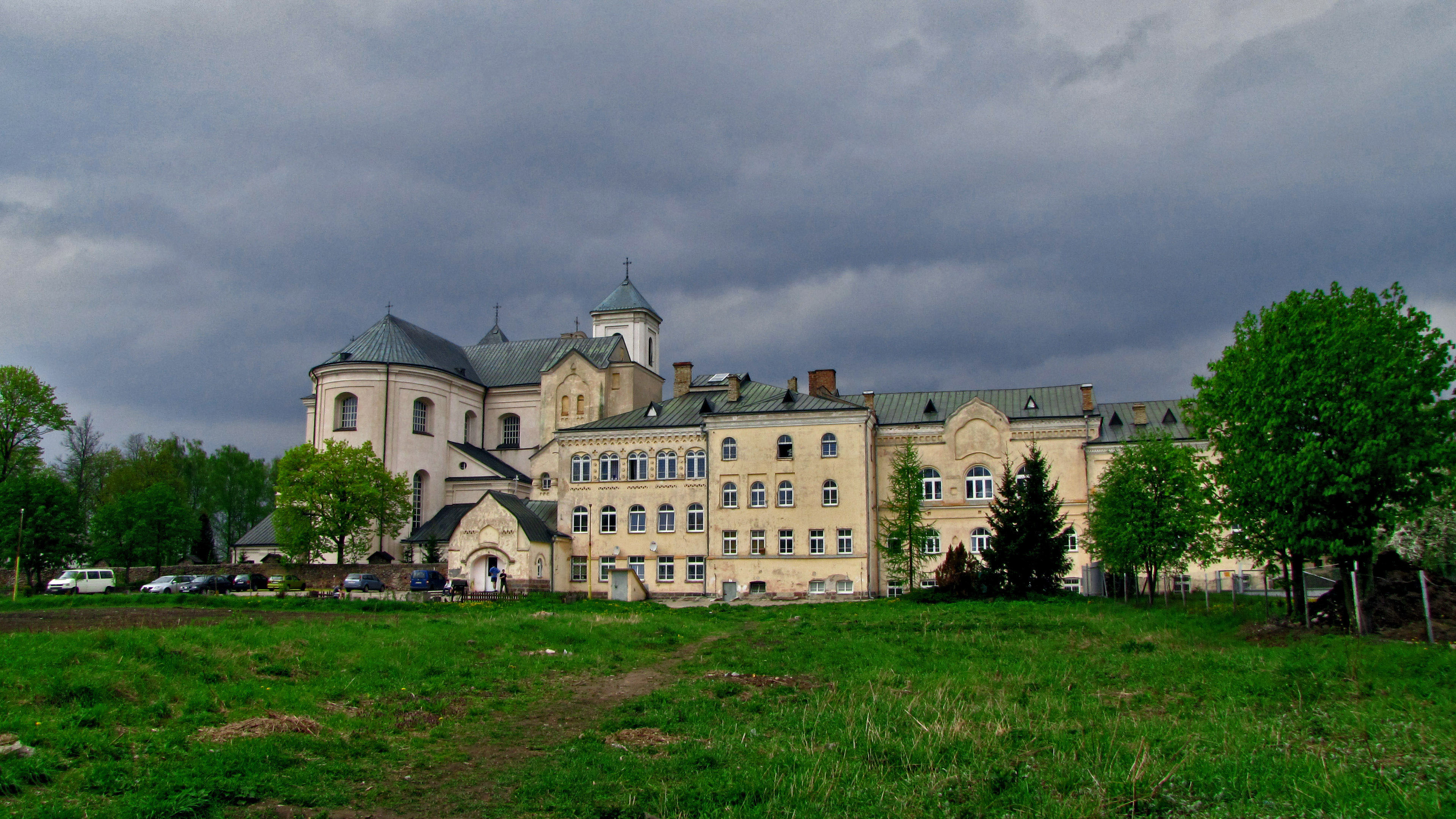
Salezjański ośrodek wychowawczy, dawniej internat żeński zwany Drapieżnikiem

- Dawny klasztor, obecnie internat, zbudowany w latach 1759–1794, przebudowa XX w., nr rej. zabytków 182 (188) z 19.09.1964.
- klasztor prawosławny, obecnie zespół szkół rolniczych:
  - cerkiew, XIX/XX w., nr rej. zabytków 741 z 16.04.1991,
  - klasztor żeński, tzw. Drapieżnik, k. XIX w., nr rej. zabytków 812 z 22.03.1997.

W sąsiedztwie sanktuarium, znajduje się willa „Zielona Dacza”, drewniana, k. XIX w., nr rej. zabytków 827 z 25.04.1997, obecnie od 2002 r. własność prywatna.